# レアル・ムルシアの選手一覧
UCAMムルシアの選手一覧は、レアル・ムルシアに所属している選手・監督・コーチの一覧。

## 現役選手・スタッフ
2016-17シーズン

### スタッフ
| 役職 | 名前                 | 在籍年   | 前職             | 備考 |
| 監督 | マノロ・サンルカール | 2017年 - | CFビジャノベンセ |      |

### 選手
| Pos | No. | 選手名                 | 在籍年                   | 前所属                         | 備考                         |
| GK  |     | ディエゴ・リバス       | 2016年 -                 | オークランド・シティFC         |                              |
| GK  |     | シモン・バジェステル   | 2010年 - 2011年 2014年 - | レアル・ムルシア・インペリアル |                              |
| DF  |     | フラン・モランテ       | 2016年 -                 | グラナダB                      |                              |
| DF  |     | ホセ・ルイス           | 2015年 -                 | ウラカン・バレンシアCF         | 副主将                       |
| DF  |     | フェルナンド・プマール | 2014年 -                 | ラシン・フェロル               | 主将                         |
| DF  |     | ロマン・ゴロバート     | 2016年 -                 | ラシン・フェロル               |                              |
| DF  |     | ホセマ・サンチェス     | 2017年 -                 | UDアルメリアB                  | UDアルメリアからのローン移籍 |
| DF  |     | フアンホ・ガルシア     | 2017年 -                 | カディスCF                     |                              |
| DF  |     | ボルハ・ゴメス         | 2017年 -                 | レアル・オビエド               |                              |
| DF  |     | アルベルト・ロペス     | 2017年 -                 | マラガCF                       | マラガCFからのローン移籍     |
| MF  |     | アドリアン・クルス     | 2016年 -                 | CAオサスナ                     |                              |
| MF  |     | アルマンド・オルティス | 2014年 -                 | レアル・ハエン                 | 第三主将                     |
| MF  |     | ディエゴ・ベニート     | 2016年 -                 | アルバセテ・バロンピエ         |                              |
| MF  |     | イシ・パラソン         | 2014年 -                 | レアル・ムルシア・インペリアル |                              |
| MF  |     | ハビ・サウラ           | 2013年 - 2015年 2016年 - | ヘタフェB                      |                              |
| MF  |     | ロベルト・アラルコン   | 2016年 -                 | ロルカFC                       |                              |
| MF  |     | ルベン・ラモス         | 2016年 - 2017年          | CDアルコヤーノ                 |                              |
| MF  |     | ダビド・サンチェス     | 2017年 -                 | アトレティコ・バレアレス       |                              |
| MF  |     | エラディ・ソリージャ   | 2017年 -                 | アトレティコ・マンチャ・レアル |                              |
| MF  |     | フアンマ・ブラボ       | 2016年 -                 |                                |                              |
| MF  |     | アンドレス・カンポイ   | 2016年 -                 | CDサン・ロケ                   |                              |
| FW  |     | ビクトル・クルト       | 2017年 -                 | リナレス・デポルティーボ       |                              |
| FW  |     | Rayco García Dauta     | 2017年 -                 | SDポンフェラディーナ           |                              |
| FW  |     | セルジ・グアルディオラ | 2017年 -                 | グラナダCF                     | グラナダCFからのローン移籍   |
| FW  |     | パブロ・アギレラ       | 2016年 -                 | CDサンロケ                     |                              |

## 在籍した選手・監督

### 選手

#### GK
- ロベルト・ボナーノ (2003年 - 2004年)
- フアンミ (2003年 - 2007年)
- コンスタンティノス・ハルキアス (2006年)
- ファビアン・カリーニ (2007年 - 2009年)
- ダニ・エルナンデス (2010年 - 2011年)
- シモン・バジェステル・フェルナンデス (2010年 - 2011年・2014年 - )
- ディエゴ・リバス・レゴ (2016年 - )
- ビエル・リバス (2017年 - )

#### DF
- マルコス・アロンソ・イマス (1963年 -1964年)
- ジウベルト・アウヴェス (1982年 - 1983年)
- ミゲル・テンディーリョ (1986年 - 1987年)
- ホセ・ルイス・ブラウン (1987年 - 1988年)
- フランシスコ・ヘメス・マルティン (1991年 - 1992年)
- アントニ・リマ (1996年 - 1997年)
- ミケル・ラサ・ゴイコエチェア (2001年 - 2003年)
- ホセ・アッチャーリ (2002年 - 2008年, 2012年 - 2015年)
- イバン・ウルタード (2003年 - 2004年)
- セサル・アルソ (2007年 - 2008年)
- クーロ・トーレス (2007年 - 2008年)
- セルヒオ・エスクデロ・パロモ (2009年 - 2010年)
- フアン・ゴンゴラ (2010年 - 2011年)
- オリオル・ロサーノ (2011年 - 2012年)
- フランシスコ・モリネーロ (2011年 - 2014年)
- ホセ・マヌエル・カタラ (2012年 - 2013年)
- ダニエル・トリビオ (2013年 - 2014年)
- ダビド・プリエト (2014年 - 2015年)
- ジャウメ・ソブレグラウ (2014年 - 2017年)
- フェルナンド・プマール・プリエト (2014年 - )
- ウーゴ・アルバレス (2014年)
- ホセ・ルイス・デル・アモ (2015年 - )
- フラン・モランテ・マルティネス (2016年 - )
- ロマン・ゴロバート (2016年 - )
- ホセ・マヌエル・サンチェス・ギジェン (2017年 - )
- フアンホ・ガルシア・マルティネス (2017年 - )
- ボルハ・ゴメス・ペレス (2017年 - )
- アルベルト・ロペス・ヒメネス(2017年 - )

#### MF
- テンテ・サンチェス (1986年 - 1988年)
- モハメド・ティムミ (1989年 - 1990年)
- マルセロ・カラセード (1990年)
- ディエゴ・カマーチョ (1999年 - 2000年)
- ダニエル・イェンセン (2003年 - 2004年)
- フアン・バレーラ (2003年 - 2005年)
- ニコラス・メディーナ (2004年 - 2005年)
- アウレリアーノ・トーレス (2005年 - 2006年)
- ペドロ・レオン (2005年 - 2007年)
- カルロス・アランダ (2006年 - 2007年)
- エメルソン・デ・アンドラーデ・サントス (2007年)
- パブロ・ガルシア (2007年 - 2008年)
- マリオ・レゲイロ (2007年 - 2008年)
- エンリケ・デ・ルーカス (2007年 - 2009年)
- ブルーノ・エレーロ (2007年 - 2010年)
- アルバロ・メヒア (2007年 - 2010年)
- カルレス・マルティネス (2010年 - 2011年)
- メディ・ナフティ (2012年 - 2013年)
- ハビエル・マグロ・マティージャ (2012年 - 2013年)
- ハビエル・サウラ・ルイス (2013年 - 2015年・2016年 - )
- ウェリントン・アウヴェス・ダ・シウバ (2013年 - 2014年)
- アルマンド・オルティス・アベリャン (2014年 - )
- イサーク・パラソン・カマーチョ (2014年 - )
- アドリアン・クルス・フンカル (2016年 - )
- ディエゴ・ベニート・レイ (2016年 - )
- ロベルト・アラルコン・ゴンサレス (2016年 - )
- ルベン・ラモス・マルティネス (2016年 - 2017年)
- フアン・マヌエル・ブラボ・アルカンタラ (2016年 - )
- パブロ・アンドレス・カンポイ・ゴム (2016年 - )
- ダビド・サンチェス・ロドリゲス (2017年 - )
- エラディオ・ソリージャ・ヒメネス (2017年 - )

#### FW
- エンリケ・コリャル (1954年 - 1955年)
- マノロ・サンチェス (1985年 - 1988年)
- パコ・クロス (1988年 - 1991年)
- フアン・エスナイデル (2003年 - 2004年)
- ルイス・ガルシア・フェルナンデス (2003年 - 2004年)
- イバン・アロンソ (2004年 - 2009年)
- シスコ・ナダル (2005年)
- フアン・マヌエル・サルゲイロ (2006年)
- ヘノク・ゴイトム (2007年 - 2009年)
- フェルナンド・バイアーノ (2007年 - 2009年)
- ダニエル・アキーノ・トス (2007年 - 2011年)
- ランコ・デスポトビッチ (2008年 - 2010年)
- ボルハ・バストン (2011年 - 2012年)
- パブロ・アギレラ・ゴメス (2016年 - )
- ビクトル・クルト・オルティス (2017年 - )
- Rayco García Dauta (2017年 - )
- セルヒオ・グアルディオラ・ナヴァロ (2017年 - )